# FSV Union Fürstenwalde
Der FSV Union 1919 Fürstenwalde e. V. ist ein Fußballverein aus Fürstenwalde. Der FSV entstand 2002 durch Fusion der SG Union Fürstenwalde 1919 e. V. mit dem FSV Wacker Fürstenwalde e. V. Seine Wurzeln reichen zurück bis ins Jahr 1919. Am 22. August 2020 gewann der FSV Union erstmals den Brandenburgischen Landespokal und erhielt somit die Startberechtigung zum DFB-Pokal 2020/21, wo man in der ersten Runde am Bundesligisten VfL Wolfsburg mit 1:4 scheiterte.

## Geschichte

### 1919–1945: Gründung und Zusammenschluss
Der Verein entstand 1919 als eine Abteilung des Berliner Fußballclubs SC Union 06 Oberschöneweide unter dem Namen SC Union 06 Oberschönweide Abt. Fürstenwalde. Im Jahr 1927 benannte man sich in SC Union Fürstenwalde 1919 um und schloss sich 1933 mit dem FC Wacker Fürstenwalde 1923 zum FC 1919 Fürstenwalde zusammen. Bis zu seiner Auflösung nach Kriegsende 1945 durch den Alliierten Kontrollrat spielte der Verein unterklassig.

### 1945–1971: Neugründung im DDR-Fußball
Anstelle des alten FC wurde 1946 die FDJ SG Fürstenwalde gegründet, die sich 1950 in SG Union Fürstenwalde umbenannte. Obwohl zu dieser Zeit die meisten unabhängigen Sportgemeinschaften in Betriebssportgemeinschaften (BSG) unter der Trägerschaft örtlicher Betriebe und Einrichtungen umgewandelt wurden, konnte sich die SG Union bis 1958 ihre finanzielle Eigenständigkeit erhalten. Die Fürstenwalder Fußballspieler gehörten 1952 zu den Gründungsmitgliedern der Bezirksliga Frankfurt, nachdem sie bis zur Einrichtung der DDR-Bezirke der Landesliga Brandenburg angehört hatten, und belegten dort meist Plätze im Tabellenmittelfeld.
1958 erfolgte die Umstrukturierung in die BSG Empor Fürstenwalde, die mit dem Aufstieg in die drittklassige II. DDR-Liga 1959 ein erstes Erfolgserlebnis hatte. In der Spielzeit 1960 wurde Empor allerdings abgeschlagen Letzter der Staffel und stieg wieder in die Bezirksliga ab. Im Jahr darauf schloss sich die BSG Empor mit dem Lokalrivalen BSG Motor zur TSG Fürstenwalde zusammen. 1963 wurde die TSG erneut Bezirksmeister, verpasste aber mit Platz 4 in der Aufstiegsrunde zur zweitklassigen DDR-Liga den Aufstieg. In den folgenden Jahren dümpelte die Mannschaft meist im Mittelfeld der Bezirksliga Frankfurt (Oder), am Ende der Saison 1970/71 war es sogar nur Platz 13.

### 1971–1990: Kaderschmiede des BFC Dynamo
Die SG Dynamo Fürstenwalde entstand 1971 durch den Zusammenschluss aus der TSG Fürstenwalde, der SG Dynamo Frankfurt sowie der SG Dynamo Fürstenwalde/Bad Saarow und ersetzte Dynamo Frankfurt in der zweitklassigen DDR-Liga zur Saison 1971/72. Die Sportvereinigung der inneren Sicherheitsorgane der DDR, kurz SV Dynamo, verfolgte damit das Ziel, ein neues Fußball-Nachwuchszentrum in Reichweite des Berliner FC Dynamo als Ersatz für die Mannschaft am bisherigen Standort Frankfurt (Oder) aufzubauen, wo Konkurrenz durch den FC Vorwärts und die BSG Halbleiterwerk bestand. In Fürstenwalde spielten die ansässigen Vereine höchstens in der Bezirksliga und die Stadt bot mit dem damals 4.000 Zuschauer fassenden Rudolf-Harbig-Stadion auch eine angemessene Spielstätte. Bis 1977 belegte Dynamo Fürstenwalde stets Plätze im Mittelfeld, ehe im darauffolgenden Jahr ein 10. Platz nicht mehr für den Klassenerhalt ausreichte. Im folgenden Bezirksligajahr reifte die Mannschaft um ihre Leistungsträger Gerd Pröger (Tor), Klaus Malzahn (Abwehr) und Kapitän Peter Wötzel (Mittelfeld) zu einer schlagkräftigen Truppe heran, die mit einem 2. Platz hinter der nicht aufstiegsberechtigten Reservemannschaft von Vorwärts Frankfurt den sofortigen Wiederaufstieg in die zweithöchste Spielklasse schaffte.
Der BFC Dynamo verhalf nun in Fürstenwalde eigenen Talenten wie Peter Kaehlitz, Bernd Kuhlke und Bernd Lüdtke zu Spielpraxis. Unter Trainer Egon Rohde (Vater der Oberligaspieler Peter, Rainer und Frank Rohde) erreichte die SG Dynamo 1979/80 den ersten Platz in der Ligastaffel B. In der Aufstiegsrunde zur DDR-Oberliga scheiterte die Mannschaft anschließend an Hansa Rostock, Chemie Böhlen und Energie Cottbus, lediglich gegen Wismut Gera gab es einen Sieg.
Trotz der hervorragenden Saison kamen im Durchschnitt nur 1.100 Zuschauer zu den Heimspielen. In den Punktspielen der Saison 1979/80 wurden 19 Spieler eingesetzt, deren Durchschnittsalter 23,1 Jahre betrug. Die folgende Stammelf hatte ein Durchschnittsalter von 23,9 Jahren:
| Gerd Pröger (22 Einsätze, 25 Jahre)                                   |
| Hans Joachim Hubrich (16/25)                                          |
| Klaus Malzahn (21/24), Knut Schulz (11/20), Jürgen Marquering (22/26) |
| Stefan Ott (17/23), Peter Wötzel (22/28), Dieter Müller (21/25)       |
| Bernd Stiegel (13/21), Detlef Schulz (18/26), Bernd Lüdtke (22/20)    |

### Bis zum Ende der DDR und Nachwendezeit
Bis zum Ende des DDR-Fußballbetriebes 1990 konnte sich Dynamo Fürstenwalde in der DDR-Liga meist auf vorderen Rängen behaupten. Der Plan, dem BFC oberligareife Spieler zuzuführen, ließ sich nur teilweise verwirklichen. Nur wenige Fürstenwalder Spieler wie Burkhard Reich (102 Oberligaspiele), Thorsten Boer (32) und Peter Kaehlitz (9) kamen später beim BFC zum Einsatz.
Mit dem Beginn der Wende in der DDR 1989 und der Auflösung des MfS fiel auch die hauptsächliche Unterstützung für die SG Dynamo Fürstenwalde weg. Für ein paar Monate trug der Verein noch den Namen SG Dynamo Fürstenwalde und löste sich aus finanziellen Gründen nach der Saison 1989/90 auf. Mit der Neugründung nannte sich der Fußballverein dann FSV Fürstenwalde – später FSV Wacker Fürstenwalde bis zur Fusion 2002 mit der SG Union Fürstenwalde zur FSV Union Fürstenwalde.

### 1990 bis heute: Der Weg zum FSV Union 1919
Nach der Auflösung des Vereins 1990 wurde ein neuer Verein unter der Bezeichnung SG Union 1919 Fürstenwalde gegründet, der zwischen 1990 und 2002 stets unterklassig spielte, bis er 2002 mit dem in der Verbandsliga Brandenburg spielenden FSV Wacker Fürstenwalde zum FSV Union Fürstenwalde fusionierte und dessen Platz in der Verbandsliga einnahm. Union spielte – bis auf eine Saison – in den folgenden Jahren meist gegen den Abstieg und konnte diesen 2006 nicht mehr verhindern. 2008 schafften die Fürstenwalder den Wiederaufstieg in die mittlerweile in Brandenburgliga umbenannte Verbandsliga, in der man 2011 die Meisterschaft und den damit verbundenen Aufstieg in die Oberliga Nordost feierte. In der Saison 2015/16 gelang dem FSV Union als Meister der Oberliga der Aufstieg in die Regionalliga Nordost.
Größter Erfolg war der Gewinn des Brandenburgischen Landespokals mit einem 2:1-Sieg gegen den SV Babelsberg am 22. August 2020 im Werner-Seelenbinder-Stadion Luckenwalde. Der Gewinn berechtigte zum Start im DFB-Pokal 2020/21, wo der FSV Union Fürstenwalde in der ersten Runde mit getauschtem Heimrecht auf den VfL Wolfsburg traf und erwartungsgemäß 1:4 unterlag.
Die Regionalliga-Saison 2021/22 schloss der FSV Union mit 33 Punkten auf dem 17. Tabellenplatz ab, womit er wieder in die Oberliga abstieg.
Zur Oberliga-Saison 2023/24 verließen viele Spieler die erste Mannschaft, ebenfalls der Trainer. Darüber hinaus verlor der Verein Hauptsponsoren wie z. B. Bonava, einen großen Bauträger der auch Namensgeber des Stadions ist. Zur Saisonmitte 23/24 wurden darüber hinaus die Leistungsspieler Victor Lochmann und Hassan Demir freigestellt.

## Auszüge aus der Namens- und Logo-Historie

Wacker Fürstenwalde (1923–1945, 1990–2002)
Dynamo Fürstenwalde (1971–1989)
FSV Union Fürstenwalde (seit 2002)

| Datum | Voller Name                                            | Kurzname                              |
| ----- | ------------------------------------------------------ | ------------------------------------- |
| 1919  | Sportclub Union Oberschöneweide/Abteilung Fürstenwalde | SC Union Oberschöneweide/Fürstenwalde |
| 1927  | Sportclub Union Fürstenwalde 1919                      | SC Union Fürstenwalde                 |
| 1933  | Fußballclub 1919 Fürstenwalde                          | FC 1919 Fürstenwalde                  |
| 1946  | FDJ Sportgemeinschaft Fürstenwalde                     | FDJ SG Fürstenwalde                   |
| 1950  | Sportgemeinschaft Union Fürstenwalde                   | SG Union Fürstenwalde                 |
| 1958  | Betriebssportgemeinschaft Empor Fürstenwalde           | BSG Empor Fürstenwalde                |
| 1961  | Turnsportgemeinschaft Fürstenwalde                     | TSG Fürstenwalde                      |
| 1971  | Sportgemeinschaft Dynamo Fürstenwalde                  | SG Dynamo Fürstenwalde                |
| 1990  | Fußballsportverein Fürstenwalde                        | FSV Fürstenwalde                      |
| 1995  | Fußballsportverein Wacker Fürstenwalde                 | FSV Wacker Fürstenwalde               |
| 2002  | Fußballsportverein Union Fürstenwalde                  | FSV Union Fürstenwalde                |

- Wacker Fürstenwalde
(1923–1945, 1990–2002)
- Dynamo Fürstenwalde
(1971–1989)
- FSV Union Fürstenwalde
(seit 2002)

## Sportlicher Verlauf
| Ligabilanz seit 1949                   |                                        |       |        |             |
| Saison                                 | Liga                                   | Platz | Tore   | Punkte      |
| 1949/50                                | Bezirksklasse Berlin (Staffel Südwest) | 10.   | 65:61  | 23:29       |
| 1950/51                                | Bezirksklasse Berlin (Staffel A)       | 03.   | 91:52  | 35:13       |
| 1951/52                                | Bezirksklasse Berlin (Staffel B) ▲     | 03.   | 67:43  | 36:16       |
| 1952/53                                | Bezirksliga Frankfurt/Oder             | 05.   | 78:62  | 23:21       |
| 1953/54                                | Bezirksliga Frankfurt/Oder             | 06.   | 48:38  | 24:24       |
| 1954/55                                | Bezirksliga Frankfurt/Oder             | 07.   | 45:47  | 22:25       |
| 1955                                   | Bezirksliga Frankfurt/Oder             | 03.   | 32:20  | 19:70       |
| 1956                                   | Bezirksliga Frankfurt/Oder             | 05.   | 65:59  | 28:24       |
| 1957                                   | Bezirksliga Frankfurt/Oder             | 06.   | 64:57  | 27:25       |
| 1958                                   | Bezirksliga Frankfurt/Oder             | 02.   | 51:45  | 31:17       |
| 1959                                   | Bezirksliga Frankfurt/Oder ▲           | 01.   | 86:27  | 37:70       |
| 1960                                   | II. DDR-Liga ▼                         | 14.   | 36:95  | 09:43       |
| 1961/62                                | Bezirksliga Frankfurt/Oder             | 04.   | 84:58  | 40:26       |
| 1962/63                                | Bezirksliga Frankfurt/Oder             | 01.   | 69:36  | 38:14       |
| 1963/64                                | Bezirksliga Frankfurt/Oder             | 05.   | 62:52  | 29:23       |
| 1964/65                                | Bezirksliga Frankfurt/Oder             | 06.   | 58:57  | 28:24       |
| 1965/66                                | Bezirksliga Frankfurt/Oder             | 02.   | 53:18  | 34:14       |
| 1966/67                                | Bezirksliga Frankfurt/Oder             | 06.   | 65:43  | 30:22       |
| 1967/68                                | Bezirksliga Frankfurt/Oder             | 07.   | 35:35  | 26:26       |
| 1968/69                                | Bezirksliga Frankfurt/Oder             | 10.   | 27:53  | 19:33       |
| 1969/70                                | Bezirksliga Frankfurt/Oder             | 08.   | 39:69  | 19:33       |
| 1970/71                                | Bezirksliga Frankfurt/Oder ▲           | 13.   | 28:87  | 16:44       |
| 1971/72                                | DDR-Liga                               | 06.   | 43:38  | 21:23       |
| 1972/73                                | DDR-Liga                               | 05.   | 46:37  | 25:19       |
| 1973/74                                | DDR-Liga                               | 08.   | 40:55  | 20:24       |
| 1974/75                                | DDR-Liga                               | 07.   | 34:38  | 21:23       |
| 1975/76                                | DDR-Liga                               | 08.   | 37:39  | 21:23       |
| 1976/77                                | DDR-Liga                               | 09.   | 35:39  | 18:26       |
| 1977/78                                | DDR-Liga ▼                             | 10.   | 32:42  | 18:26       |
| 1978/79                                | Bezirksliga Frankfurt/Oder ▲           | 02.   | 142:16 | 55:50       |
| 1979/80                                | DDR-Liga                               | 01.   | 40:16  | 31:13       |
| 1980/81                                | DDR-Liga                               | 03.   | 43:25  | 27:17       |
| 1981/82                                | DDR-Liga                               | 04.   | 54:27  | 31:13       |
| 1982/83                                | DDR-Liga                               | 02.   | 49:30  | 30:14       |
| 1983/84                                | DDR-Liga                               | 05.   | 44:32  | 29:15       |
| 1984/85                                | DDR-Liga                               | 06.   | 60:53  | 40:28       |
| 1985/86                                | DDR-Liga                               | 14.   | 54:48  | 31:37       |
| 1986/87                                | DDR-Liga                               | 02.   | 66:49  | 41:27       |
| 1987/88                                | DDR-Liga                               | 09.   | 44:54  | 33:35       |
| 1988/89                                | DDR-Liga                               | 02.   | 56:32  | 44:24       |
| 1989/90                                | DDR-Liga ▼                             | 13.   | 44:55  | 30:38       |
| 1990/91                                | Bezirksliga Frankfurt/Oder ▲           | 01.   | 79:28  | 41:11       |
| 1991/92                                | Verbandsliga Brandenburg               | 12.   | 42:63  | 25:35       |
| 1992/93                                | Verbandsliga Brandenburg               | 06.   | 59:48  | 32:28       |
| 1993/94                                | Verbandsliga Brandenburg               | 14.   | 41:75  | 18:42       |
| 1994/95                                | Verbandsliga Brandenburg               | 06.   | 55:45  | 32:28       |
| 1995/96                                | Verbandsliga Brandenburg ▼             | 15.   | 37:61  | 24          |
| 1996/97                                | Landesliga Brandenburg                 | 02.   | 77:36  | 65          |
| 1997/98                                | Landesliga Brandenburg ▲               | 01.   | 73:27  | 69          |
| 1998/99                                | Verbandsliga Brandenburg               | 11.   | 36:50  | 37          |
| 1999/00                                | Verbandsliga Brandenburg               | 12.   | 41:56  | 25          |
| 2000/01                                | Verbandsliga Brandenburg               | 12.   | 36:59  | 32          |
| 2001/02                                | Verbandsliga Brandenburg               | 14.   | 30:61  | 26          |
| 2002/03                                | Verbandsliga Brandenburg               | 12.   | 38:50  | 35          |
| 2003/04                                | Verbandsliga Brandenburg               | 12.   | 41:57  | 27          |
| 2004/05                                | Verbandsliga Brandenburg               | 06.   | 58:43  | 47          |
| 2005/06                                | Verbandsliga Brandenburg ▼             | 15.   | 56:62  | 36          |
| 2006/07                                | Landesliga Brandenburg                 | 03.   | 61:34  | 60          |
| 2007/08                                | Landesliga Brandenburg ▲               | 01.   | 92:25  | 72          |
| 2008/09                                | Brandenburg-Liga                       | 08.   | 45:46  | 41          |
| 2009/10                                | Brandenburg-Liga                       | 05.   | 50:31  | 48          |
| 2010/11                                | Brandenburg-Liga ▲                     | 01.   | 75:35  | 64          |
| 2011/12                                | Oberliga Nordost                       | 08.   | 34:39  | 38          |
| 2012/13                                | Oberliga Nordost                       | 02.   | 73:32  | 61          |
| 2013/14                                | Oberliga Nordost                       | 12.   | 37:45  | 34          |
| 2014/15                                | Oberliga Nordost                       | 08.   | 41:45  | 44          |
| 2015/16                                | Oberliga Nordost ▲                     | 01.   | 84:35  | 69          |
| 2016/17                                | Regionalliga Nordost                   | 13.   | 49:59  | 45          |
| 2017/18                                | Regionalliga Nordost                   | 09.   | 59:52  | 47          |
| 2018/19                                | Regionalliga Nordost                   | 13.   | 43:60  | 40          |
| 2019/20                                | Regionalliga Nordost                   | 04.   | 45:32  | 40 (⌀ 1,67) |
| 2020/21                                | Regionalliga Nordost                   | 08.   | 22:20  | 16 (⌀ 1,45) |
| 2021/22                                | Regionalliga Nordost ▼                 | 17.   | 49:89  | 33          |
| 2022/23                                | Oberliga Nordost                       | 09.   | 48:56  | 46          |
| 2023/24                                | Oberliga Nordost ▼                     | 15.   | 22:87  | 08          |
| Legende: aufgestiegen ---- abgestiegen |                                        |       |        |             |

### Ligazugehörigkeit
| Ligenübersicht DFV | Ligenübersicht DFV         | Ligenübersicht DFV        |
| ------------------ | -------------------------- | ------------------------- |
| 1949–1952          | Bezirksklasse Berlin       | 4. Liga                   |
| 1952–1959          | Bezirksliga Frankfurt/Oder | 4. Liga                   |
| 1960               | II. DDR-Liga               | 3. Liga                   |
| 1961–1971          | Bezirksliga Frankfurt/Oder | 4. Liga/3. Liga (ab 1963) |
| 1971–1978          | DDR-Liga                   | 2. Liga                   |
| 1978–1979          | Bezirksliga Frankfurt/Oder | 3. Liga                   |
| 1979–1990          | DDR-Liga                   | 2. Liga                   |
| 1990–1991          | Bezirksliga Frankfurt/Oder | 3. Liga                   |

| Ligenübersicht DFB | Ligenübersicht DFB       | Ligenübersicht DFB        |
| ------------------ | ------------------------ | ------------------------- |
| 1991–1996          | Verbandsliga Brandenburg | 4. Liga/5. Liga (ab 1994) |
| 1996–1998          | Landesliga Brandenburg   | 6. Liga                   |
| 1998–2006          | Verbandsliga Brandenburg | 5. Liga                   |
| 2006–2008          | Landesliga Brandenburg   | 6. Liga                   |
| 2008–2011          | Brandenburg-Liga         | 6. Liga                   |
| 2011–2016          | Oberliga Nordost         | 5. Liga                   |
| 2016–2022          | Regionalliga Nordost     | 4. Liga                   |
| 2022–2024          | Oberliga Nordost         | 5. Liga                   |
| 2024–2025          | Brandenburg-Liga         | 6. Liga                   |

### Erfolge
DFV
Liga
- Meister DDR-Liga (Staffel B): 1980
- Vizemeister DDR-Liga (Staffel B): 1983
- Vizemeister DDR-Liga (Staffel A): 1987, 1989
- Aufstieg in die DDR-Liga: 1971, 1979
- Aufstieg in die II. DDR-Liga: 1960
- Bezirksmeister Frankfurt/Oder: 1959, 1963, 1991
- Bezirksvizemeister Frankfurt/Oder: 1958, 1966, 1979
- Rang 22 in der Ewigen Tabelle der DDR-Liga
- Rang 130 in der Ewigen Tabelle der II. DDR-Liga

Pokal
- Bezirkspokalsieger Frankfurt (Oder): 1965
- Teilnahme am FDGB-Pokal: 1965, 1972, 1973, 1974, 1975, 1976, 1977, 1978, 1980, 1981, 1982, 1983, 1984, 1985, 1986, 1987, 1988, 1989

 DFB
Liga
- Aufstieg in die Regionalliga Nordost: 2016
- Aufstieg in die Oberliga Nordost: 2011
- Meister Oberliga Nordost (Staffel Nord): 2016
- Vizemeister Oberliga Nordost (Staffel Nord): 2013
- Brandenburgischer Landesmeister: 2011
- Rang 19 in der Ewigen Tabelle der Regionalliga Nordost
- Rang 59 in der Ewigen Tabelle der Oberliga Nordost
- Rang 12 in der Ewigen Tabelle der Brandenburg-Liga

Pokal
- Brandenburgischer Landespokalsieger: 2020
- Landespokalfinalist Brandenburg: 2015, 2021
- Teilnahme am DFB-Pokal: 2020